# Mottola
Mottola város Olaszország Puglia régiójában, Taranto megyében.

## Fekvése
A Murgia-fennsíkon fekszik, Noci, Martina Franca, Castellaneta és Massafra között.

## Története
A települést az ókorban alapították a Magna Graeciába letelepedő görögök erre utalnak a fennmaradt, i.e. 4 századból származó falmaradványok. 1818-ig püspöki székhely volt.

## Népessége
A népesség számának alakulása:

## Főbb látnivalói
- San Nicola kripta – növénymotívumokkal és bizánci szentek képeivel díszített freskókkal
- Sant'Angelo barlang – mely egykor templomként működött. Erre utalnak a falakon látható freskók.